# Chevrolet Series AE Independence
La Chevrolet Series AE Independence (ou Chevrolet Independence) est un véhicule américain fabriqué par Chevrolet en 1931 pour remplacer la Series AD Universal de 1930. La production a chuté d'environ 8% pour s'établir à 619 554 voitures alors que la Grande Dépression se poursuivait, mais alors que la production de Ford chutait de près des deux tiers, Chevrolet a repris la première place du tableau des ventes de voitures américaines.

## Caractéristique
Le principal changement entre les Series AE et l'AD sortante était l'augmentation de deux pouces de l'empattement, qui était maintenant de 2 768,6 mm. Elle reste propulsée par le moteur à six cylindres « Stovebolt Six » de 3 180 cm3, produisant maintenant 50 ch (37 kW). Le Cabriolet 2 portes, dont un peu plus de 23 000 exemplaires ont été produits, pouvait atteindre une vitesse de pointe de 136,8 km/h.

## Galerie

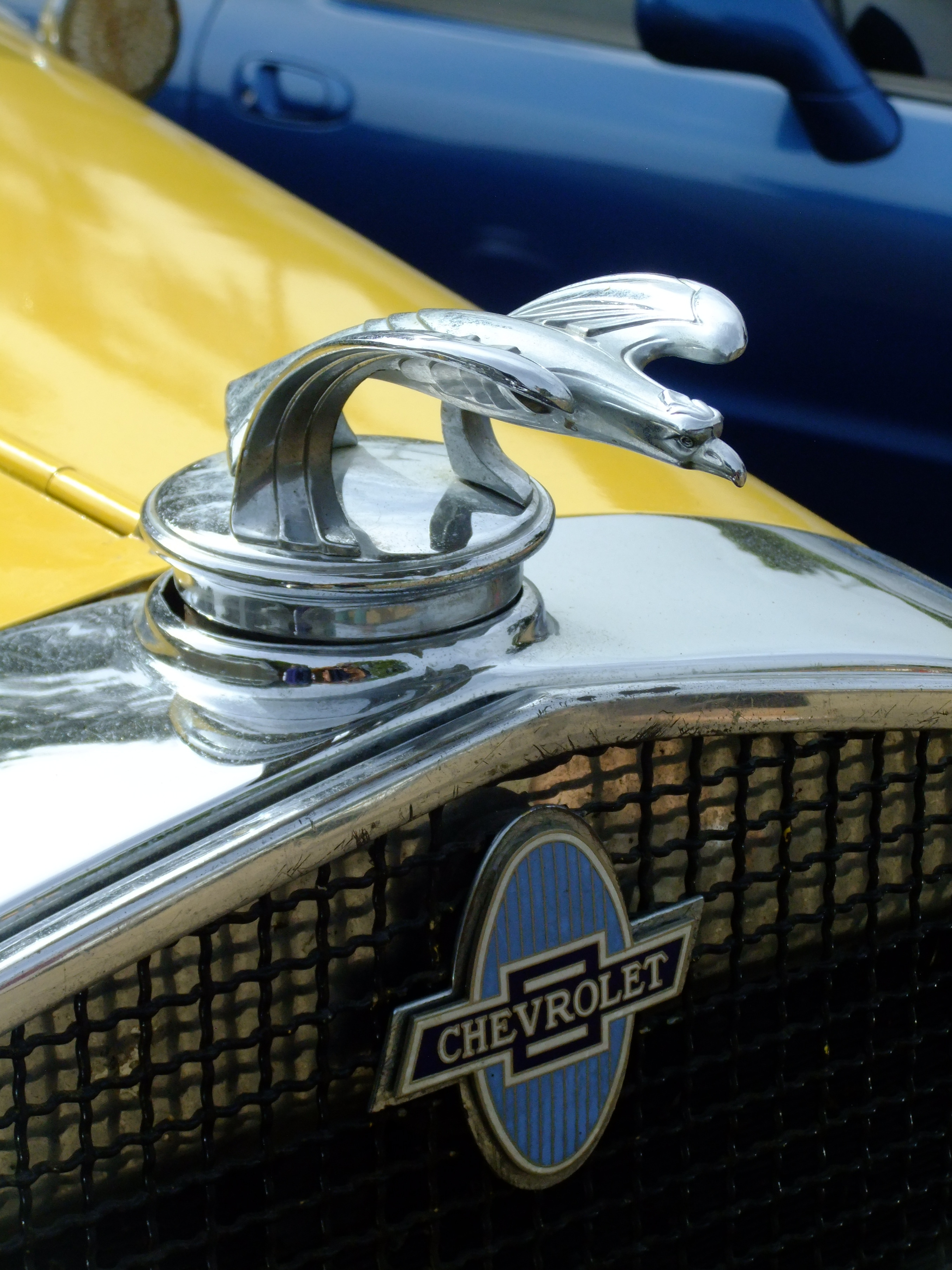
Mascotte de capot des Chevrolet Independence 1931.
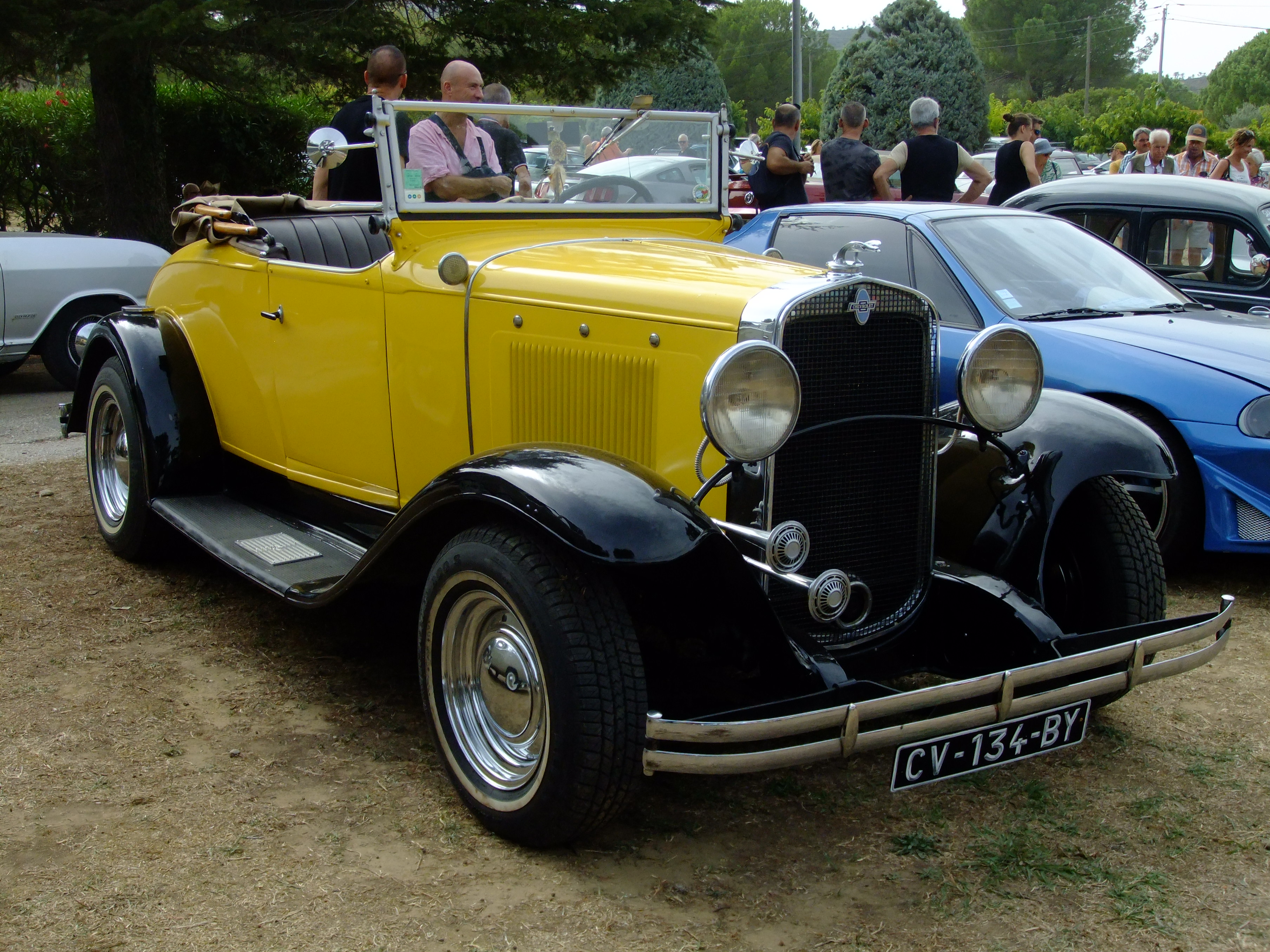
Chevrolet Independence roadster, vue avant droit.
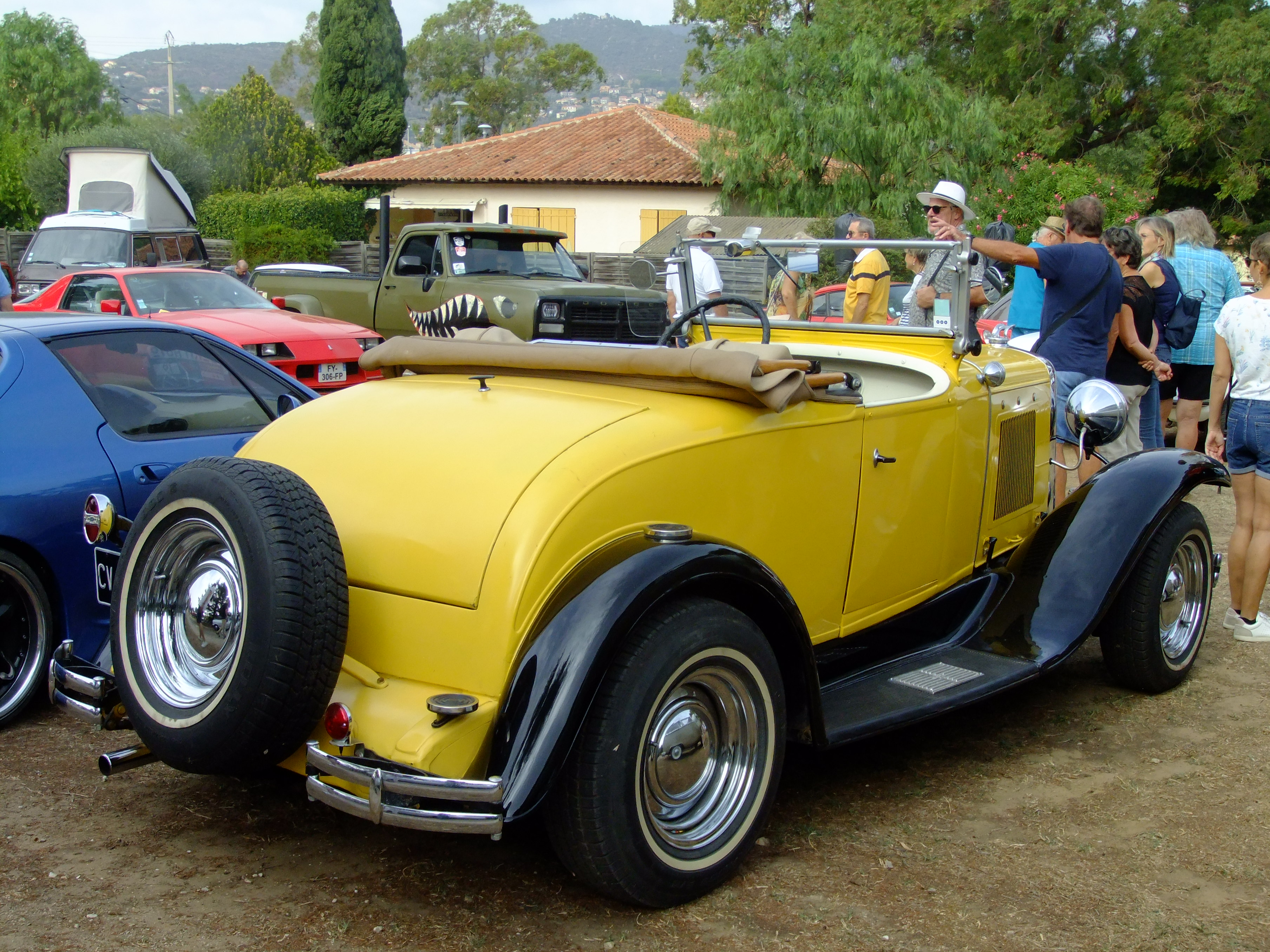
Chevrolet Independence roadster, vue arrière droit.